# Joe Kennedy (cestista)
Joseph Aloysius Kennedy, detto Joe (12 gennaio 1947), è un ex cestista statunitense, professionista nella NBA e nella ABA.

## Carriera
Venne selezionato dai Seattle SuperSonics all'ottavo giro del Draft NBA 1968 (122ª scelta assoluta).